# Edin Junuzović
Edin Junuzović, hrvaški nogometaš, * 28. april 1986, Rijeka. 
Je hrvaški napadalec bosanskih korenin. V Slovenijo je prišel januarja 2008, ko je podpisal pogodbo s tedanjim slovenskim drugoligašem iz Krškega.Doslej je igral za 11 klubov v 5 državah. Trenutno je član Rudarja iz Velenja.